# 地球2160
《地球2160》（Earth 2160）是一款即時戰略遊戲，是公元系列的第三部作品（在台灣，因為代理商的不同而有譯名差異）。地球2160由 Reality Pump 開發。它的發行經過一段蹣跚的旅程，2005年六月在德國、波蘭和俄羅斯發行，而2005年九月才在歐洲的其餘地區釋出。北美地區最後才在2005年十一月發行。另外在 Valve 的 Steam 系統上於2006年四月發行。本作是《公元2150》的續作，乘續了公元系列反烏托邦的主題，在地球毀滅以後，人類在太陽系的各個角落為了生存繼續戰爭。

## 故事背景
地球2160延續了前作的故事，由於聯合文明合眾國和歐亞帝國之間的戰爭，地球偏離了軌道，同時處在月球上的月球企業也躲不過這場災難。為了撤離地球，另一場戰爭被挑起，三國搶奪地球剩餘的資源建造撤退船，在地球毀滅之後逃向火星，然而只有幾千個經過挑選的人類成功搭上他們自己的撤退船。當歐亞帝國的撤退船隊抵達火星時，他們發現月球企業早已在此建立基地網路，兩國之間的戰爭於是再度被點燃，為了各自的生存奮戰。而聯合文明合眾國則不明所以的消失了，在稍後的遊戲劇情中玩家才會知道原因。
隨著遊戲劇情（歐亞帝國和月球企業）的進行，關於「伊甸星」的片段資訊開始傳入玩家耳中，在戰役裡會逐漸揭發這個天堂星的謎團。

## 陣營
地球2160總共有四個陣營，各自有自己獨特的發展方式。
- 聯合文明合眾國（United Civilized States, UCS）

UCS曾經統治了美洲，並和歐亞帝國在地球上對抗。他們擁有大量先進的科技，諸如機器人和人工智慧，並用這些東西協助他們生活。然而這些機器人系統發展得越來越強大的同時，人類也變得越來越懶散。雖然人類在名義上統治國家，卻毫無疑問的接受電腦的建議治國，也就是說，電腦才是實質的統治者。在地球遭遇災變而毀滅以後，UCS的成員搭上他們的撤退船鳳凰號（the Phoenix）逃離地球，鳳凰號卻沒有到達目的地。對另外兩國而言，UCS只剩下太陽系裡的一些機器人基地殘留，部分部隊被一些私人武力組織和海盜集團擄獲。有傳聞說鳳凰號的乘員被自己的電腦殺了，另一說則是鳳凰號偏離航道，飛離了太陽系。後來的遊戲中才知道鳳凰號的電腦「上尉」（Captain，亦有艦長之意）讓它的乘員們陷入某種冬眠狀態，並在太空中等待著LC與ED的戰爭結束。ED的麥可‧福克納（Michael Faulkner）少校和LC的艾莉亞（Heldin Ariah D.F. 745）上尉後來用應此艦尋找伊甸星和抵抗異種。
UCS的主要部隊都是機器人，包括了以腳前進的陸軍和各種使用反重力引擎的空中部隊。因為是機器人，所以不受心靈武器影響，可是很容易受到電子武器傷害或駭客入侵。UCS的主要能量武器是電漿砲以及各種衍生的武器。X光槍則是一種專門用於人員殺傷的科技。UCS的特殊科技包含了用以隱蔽蹤跡的陰影產生器和護盾消除器。UCS的建築群是從一個發電廠開始的，然後建造一個工程中心。工程中心本身沒有任何功能，可是能夠加上外掛設施工作，例如工廠設施和研究電腦。
- 歐亞帝國（Eurasian Dynasty, ED）

ED代表了以前在地球上統治範圍最大的集團，原發展自蒙古的一個可汗家族，並繼承了前俄國的武力，曾經高壓治理歐亞地區，因此它的叛亂事件也特別多。ED的領導階層在地球毀滅之前也離開了母星，並在火星上和LC爭奪領導權。ED的科技在其他國家前稱不上先進，在2150年的戰爭中它仍在使用坦克和直升機，以及傳統的戰艦，但是它也逐漸發展出自己強大的科技，尤其在生化人和複製人方面有長足的進步。
在地球2160中，ED的主要地面部隊仍然是坦克，不過直升機已經被新式的噴射機取代。雷射也取代了傳統槍枝成為軍隊的標準配備，火砲和飛彈有了大幅的改良，以因應新的戰爭。ED的步兵大多是生化人。此外ED具有如地震火箭、離子砲等強大科技。各種化學酸霧武器也提供相當強的攻擊輸出。ED的建築由一個從軌道上空降的殖民中心開始，然後再擴建出其他建築，並以管道連接。
- 月球企業（Lunar Corporation, LC）（或譯太陰企業）

LC一開始是個相對和平的陣營，在戰爭爆發以前，他們只是一群居住在月球上的人，但是地球的變異迫使它加入戰爭。它的科技是最先進的，有像是反重力引擎（比UCS早許多）和防護罩一類，以及軌道建築的科技，並在很久以前就開始開發火星（不過2160的時候，火星距離完整開發還有很長一段距離），奠定良好的移民基礎。當ED的撤退船抵達火星時，LC的選擇卻是開火抵抗。LC在地球2160的期間也曾試圖開發生物武器。
LC所有的部隊都使用反重力引擎驅動，由於沒參加過戰爭，LC一開始的武器部分改造自採礦設施，像是音波砲。此外強大的電子砲是LC主要的能量武器。一些較新穎的設備則有PSI心靈武器。LC的步兵都有飛行裝備，這對UCS來說特別可怕，因為一隊機動的駭客將對UCS造成莫大威脅。LC的建築是空降的，先從一個基底建築：主建築艙組開始，再空降其他的建築艙組，逐步往上蓋，最多能疊放五個建築艙組。而且那些建築艙組能夠再次飛行並移動到其他的主建築艙組。LC的這種方式有一個特別的地方：要是下面的建築被打掉，上面的會掉下來；如果最下面的基底建築被打掉，則整棟建築都會倒塌。此外，LC的圍牆使用的是一連串雷射柵欄而非傳統建材。
- 異種（Alien）

異種是一個神秘的種族，也是最獨特的，已知異種是被別種外星人創造的生物武器，並封存在太陽系和銀河系的各處。在地球2160的劇情中，異種是被ED的凡濁夫（Van Troff）教授挖掘出來的。凡濁夫改造自己成為一種半人半異種的生物，並統領了那些生物。但並不是所有的異種都聽命於凡濁夫，例如伊甸星上的就沒有。
異種不需要蓋建築物，他們透過複製和進化兩個步驟來產生他們的軍隊（以及砲塔），不管是陸軍還是空軍都一樣。進化或複製中的異種相當脆弱。它的地面部隊幾乎都使用化學性武器攻擊，他們對化學武器的抗性也非常強大。相對的在能量武器的攻擊下很脆弱。異種的星際戰艦使用能量武器，擁有遠遠超越他國空軍的實力。一艘驅逐艦就能嚴重的打擊一支缺乏防空部隊掩護的陸軍，即便他們安裝了最好的能量裝甲也一樣，而使用空軍對付他們無異於自殺。異種戰艦甚至可以攔截防空飛彈，對付他們唯一的方法是以大量的防空部隊進行飽和攻擊。

## 遊戲特色
- 遊戲的AI系統會從失敗中學習，改變自己的戰略。

- 部隊有許多種作戰反應原則可以選擇，例如追擊或堅守崗位，開火與否和精確射擊或快速射擊。

- 部隊可以累積經驗，然後增加火力和生命值。注意：累積經驗值的是步兵或車輛的駕駛而非車輛本身。UCS的大型機器人跟異種沒辦法累積經驗，不過UCS的步兵可以。

- 和前代一樣，部隊的建造一樣是模組化的，不過玩家多了更多選擇。由車輛（或飛行器）的底盤開始，選擇加裝裝甲、引擎、防護罩（或維修器）以及武器。

- 武器和其對應的裝甲分成三種：穿刺系、能量系與化學系，此外還有心靈武器跟電子武器。

- 前代的地下隧道和挖土機被取消了。

- 可以從部隊的第一人稱觀點來看遊戲進行，不過這樣做的同時只能指揮自己那個部隊。

- 類似於前代複雜的科技樹被繼承了。

- 步兵系統被恢復了。和公元2140一樣，步兵雖然脆弱，不過可以進駐並佔領建築。

- 和前代一樣，日夜變化影響能見度。夜間開燈與否影響隱蔽度。

- 除了生命值和護盾值，一個單位還有心靈抵抗值和電子抵抗值。心靈抵抗值屬於步兵，當心靈值降到零的時候，步兵會死亡、發瘋或投入己方陣營。而電子抵抗值屬於車輛，歸零時會導致車輛癱瘓，這段期間可以運用維修載具或駭客來奪取該部隊，但是只要駕駛員沒死，電子抵抗值就會逐步恢復。

- 和前代一樣，使用實彈武器的部隊需要彈藥補給，不過在這代中簡化許多，ED只要一個補給中心發射貨物，UCS使用一個可以傳送彈藥的機器人，而LC與異種不需要補給。

- 生產部隊除了個別下訂單，也可以把數個部隊圈成生產組合，免去之後一個一個選擇的麻煩。

- 傭兵（agent）系統使玩家可以用手上的資源雇請一些特別的部隊，這些傭兵除了有強大的武器，多半還有一些附加能力，例如減少研究、建築或部隊開支，提高部隊射擊的精準度等等。然而傭兵的僱用是有時效的，一旦過了一定時間，傭兵會詢問玩家是否續約。此外若是一個傭兵正向玩家們出價等待雇用，所有的玩家都可以出錢「競標」，讓傭兵的價碼水漲船高。玩家一次只能雇三個傭兵，但是也可以在契約到期前解約，不過下次要雇用同一個人的話價碼就會變高。有些傭兵會互相聊天甚或開玩笑之類的。

- 和前代一樣可以開啟次要攝影機，不過不能透過次攝影機指揮。

- 在多人遊戲中，官方提供了十個地圖，還有四個遊戲模式。玩者也可以在多人模式中儲存進度以便來日再戰。多人連線的伺服器是 EarthNet。一場戰鬥最多可以有八名玩者參戰。並有旁觀者模式還有遊戲重播功能。玩者也可以加入一場進行中的遊戲。

## Earth-4引擎
Earth-4引擎是地球2160的遊戲引擎，這是一個用以製作高人工智慧和精細遊戲環境的3D繪圖引擎。它也有硬體版，支援煙火和燈光特效。由 Mariusz Szaflik 開發。

## 反盜版行動
在2005年，Zuxxez Entertainment 雇用了 Schutt-Waetke 法律公司處理18000個德國牽扯到版權問題的檔案分享者。結果他們被罰款約150到650歐元，製作人德克‧海辛格（Dirk Hassinger）注意到網路上的玩家比購買並註冊了遊戲的玩家更多（遊戲的版權保護系統被破解，而一個自動產生遊戲帳號和認證碼的小程式被盜版者發佈出來。）所以他開始監視網路上的非法分享。為了向卡爾斯魯厄（Karlsruhe）法院提出仲裁書，瑞典公司 Logistep 提供海辛格一個可以監視網路上活動並自動產生控訴的軟件包。兩周後，海辛格的律師呈交了一片記錄了13700件控訴的CDROM，並被印出來。每個被告被求償50歐元，而大部分人都付了罰金。海辛格的律師同時要求每個下載者簽署一份保證不再分享有版權的軟體的保證書，增加了一筆200到500歐元的費用。

## 外部連結
- （英文）地球2160官方網站
- （英文）Inside Earth 社群